# Tử hình ở Luxembourg

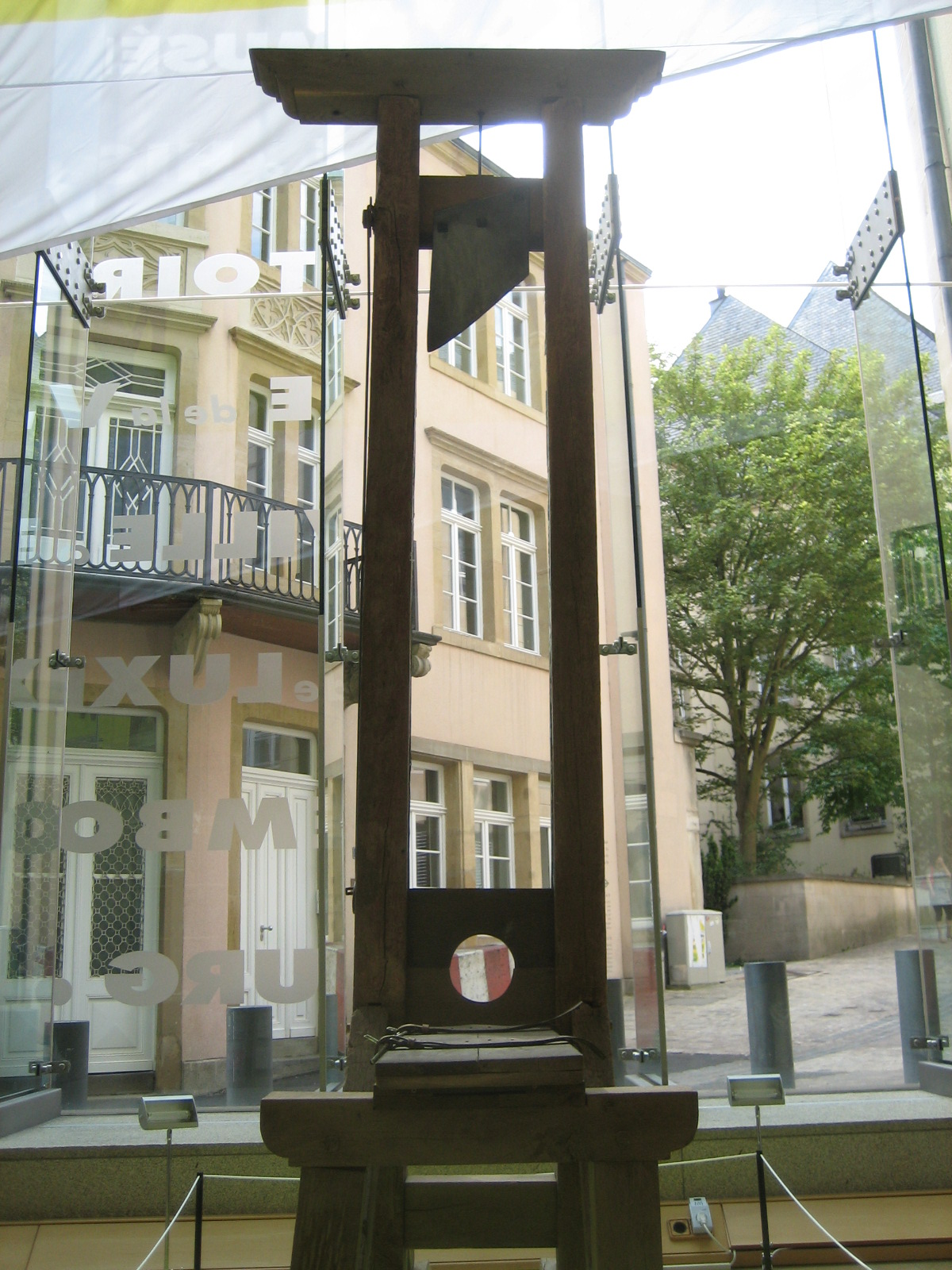
Máy chém được sử dụng ở Luxembourg từ năm 1798 đến năm 1821

Hình phạt tử hình ở Luxembourg đã được bãi bỏ cho tất cả các tội ác vào năm 1979.
Vụ hành quyết cuối cùng ở Luxembourg diễn ra vào năm 1949.
Luxembourg là thành viên của Liên minh Châu Âu và Hội đồng Châu Âu; và cũng đã ký và phê chuẩn Nghị định thư số 13 Lưu trữ ngày 7 tháng 10 năm 2015 tại Wayback Machine.